# Charles Jenkins (basquetebolista)
Charles Jenkins (Brooklyn, 28 de fevereiro de 1989) é um basquetebolista profissional estadunidense, naturalizado sérvio, atualmente joga no BC Khimki.